# 狹蓋電鰻
狹蓋電鰻，為輻鰭魚綱電鰻目短吻電鰻科的其中一種，該物種為熱帶淡水魚，分布於南美洲黑河流域，體長可達9.8公分，棲息在底中層水域，生活習性不明。